# 海栢花園公共運輸交匯處
海栢花園公共運輸交匯處（英文：Bayshore Towers Pubilc Transport Interchange）位於香港新界沙田區，鞍駿街海栢花園地下，馬鞍山公園對面。
本站目前沒有巴士線以此地為總站，現有3條小巴路線以此地為總站，另有2條小巴路線繞經本站。本站高度不足四米，是香港少數擁有低於四米之高度限制的巴士總站。

## 歷史
- 1997年12月29日，九龍巴士285線開辦，由海栢花園開往恆安(循環線)。
- 1998年3月10日：九龍巴士274P線投入服務，由海栢花園開往大埔工業邨。
- 2004年12月18日：九龍巴士274P線總站延長至烏溪沙站。
- 2005年1月23日，九龍巴士285線取消。

## 總站路線資料（專線小巴）

### 新界區專線小巴26線
- 馬鞍山（海柏花園） ↔ 香港教育大學

### 新界區專線小巴807B線
- 海栢花園 ↺ 黃竹灣

### 新界區專線小巴807C線
- 大學站 ↔ 海栢花園

## 途經路線資料（專線小巴）

### 新界區專線小巴807K線
- 大學站 ↔ 井頭

### 新界區專線小巴811S線
- 穗禾苑 ↔ 耀安

## 途經路線 （巴士）
分站名為馬鞍山公園，位於鞍駿街東行。

### 九龍巴士85X線
- 馬鞍山市中心 ↔ 紅磡（紅鸞道）

### 九龍巴士286M線
- 未有資料，請加入至Module:香港巴士/klnt。

### 城巴581線
- 馬鞍山市中心 ↔ 西沙及十四鄉

### 過海隧道巴士681線
- 馬鞍山市中心 ↔ 中環（香港站）

## 過往總站路線

### 九龍巴士285線(已取消)
- 海栢花園 ↔ 恆安（循環線）